# Dalatjärnen, Hälsingland
Dalatjärnen är en sjö i Hudiksvalls kommun i Hälsingland och ingår i Delångersåns huvudavrinningsområde.